# Evangelist (Oratorium)

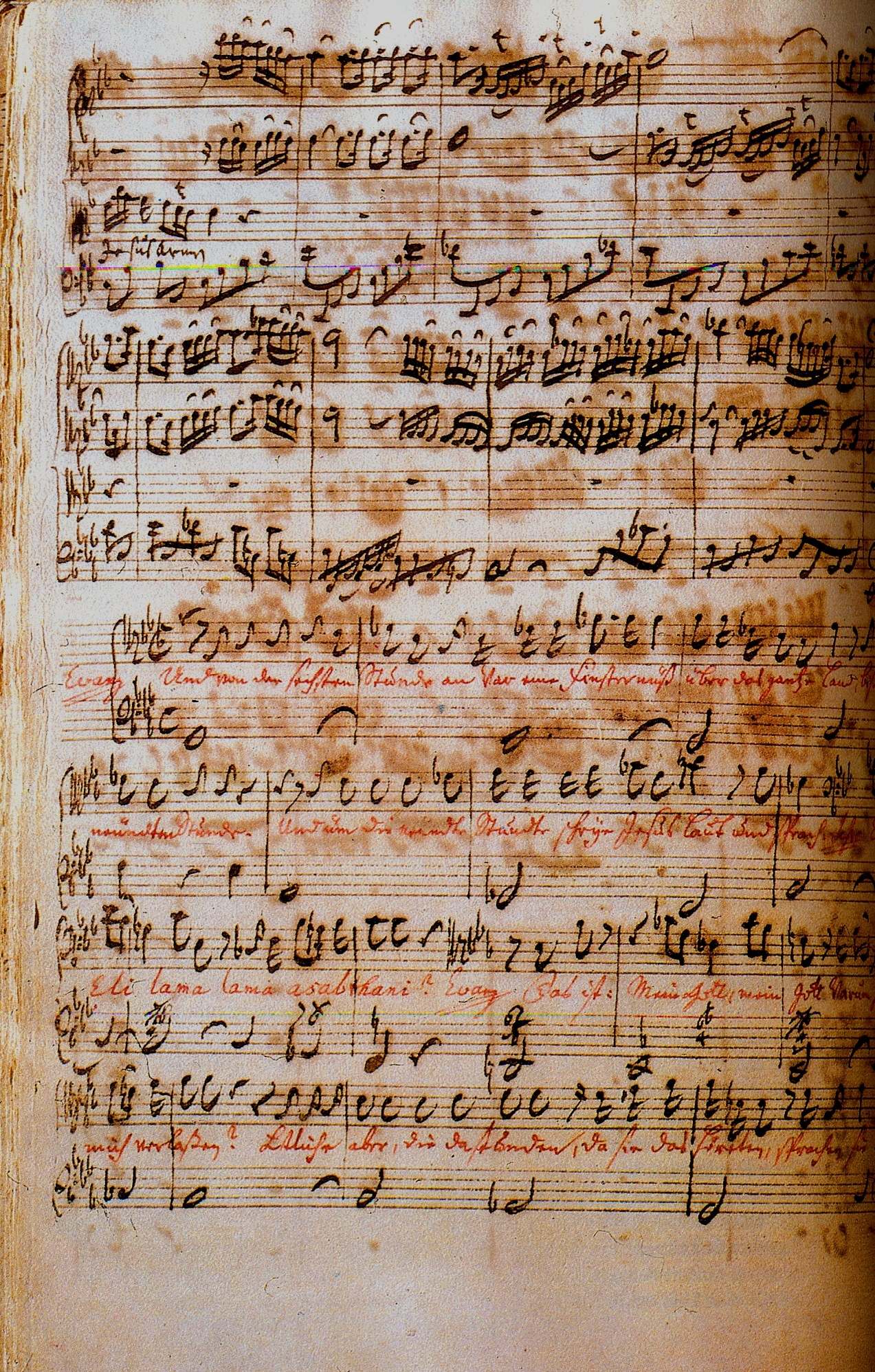
Anfang eines Rezitativs der Matthäuspassion, die Bibelworte rot geschrieben

Der Evangelist in einem Oratorium oder einer Passion ist üblicherweise ein Tenor, der den Text aus der Bibel wörtlich im Rezitativ vorträgt. Der Evangelist liefert im Oratorium als Erzähler den Handlungsleitfaden. Er stellt die Rahmenhandlung in Rezitativen dem Publikum vor.
In den Werken von Johann Sebastian Bach gibt es diese Stimme vor allem in der Johannes-Passion, in der Matthäus-Passion, im Weihnachtsoratorium und auch im Himmelfahrtsoratorium Lobet Gott in seinen Reichen, BWV 11.
Im Gegensatz dazu ist die Vox Christi (lat. für Stimme Christi) in Bachs Werken, darunter auch einigen Kantaten, fast immer mit einem Bass besetzt.
Die Partien anderer Einzelpersonen, die mit Einwürfen beteiligt sind, bezeichnet man als Soliloquenten. Die direkte Rede von Gruppen, wie zum Beispiel den Jüngern Jesu, den Kriegsknechten oder dem Volk, wird meist in sogenannten Turba-Chören wiedergegeben.

## Sänger
Verschiedene Tenöre sind besonders durch ihre Gestaltung des Evangelisten in Bachs Werken bekannt geworden, darunter:
- John Mark Ainsley
- Theo Altmeyer
- Gervase Henry Cary-Elwes, britischer Tenor (1866–1921)
- Jörg Dürmüller
- Karl Erb (wird in dem Roman Doktor Faustus von Thomas Mann erwähnt)
- Kurt Equiluz
- Ernst Haefliger
- John van Kesteren
- Achim Kleinlein
- Martin Kremer
- Heinz Kruse
- Walther Ludwig (Sänger)
- Karl Markus
- Heinz Marten
- Julius Patzak
- Peter Pears
- Christoph Prégardien
- Albrecht Sack
- Michael Schade
- Peter Schreier
- James Taylor, amerikanischer Tenor (* 1966)
- Matthias Widmaier